# Super Mario-kun
Super Mario-kun (スーパーマリオくん?) è un manga tratto dal franchise di Mario. Scritto e disegnato da Yukio Sawada, viene serializzato su CoroCoro Comic e pubblicato da Shogakukan. Contiene molti dei personaggi e scenari dei vari videogiochi di Mario, tra cui la serie Super Mario e Paper Mario.
Originariamente pubblicata solo in Giappone (per poi debuttare sul mercato francese con il titolo di Super Mario: Manga Adventures a partire dal dicembre 2014), la serie è disposta finora in più di 50 volumi che sono le versioni fumettistiche di pressoché tutti i videogiochi della serie.
In Italia viene pubblicata da J-Pop il 9 marzo 2022 una collezione dei migliori capitoli, denominata Super Mario Mangamania.

## Struttura
I manga seguono una struttura composta ad archi narrativi che si estendono anche per più volumi. Ogni arco narrativo è basato su un gioco della serie, con qualche rara eccezione di storie a capitolo unico con una trama originale e con elementi sparsi dai giochi.
La struttura di un arco narrativo si svolge pressappoco così: Mario, spesso accompagnato da Luigi, Yoshi e Toad, partono al salvataggio della Principessa Peach o di qualche terra conquistata da un malvagio (per lo più Bowser), lo raggiungono dopo una lunga serie di distruttive, faticose e comiche disavventure, con capitoli che si incentrano o sullo scontro con un nemico/boss o il passaggio di un livello, battono l'antagonista e tutti celebrano felici o si mettono a riaggiustare la distruzione causata da Mario e i suoi nemici.
Il manga non segue una cronologia precisa, seguendo semplicemente i giochi in ordine di rilascio giapponese, partendo da Super Mario World, talvolta facendo un veloce salto in qualche vignetta nei giochi precedenti. In qualche capitolo spuntano talvolta personaggi ed elementi da altre serie: nel volume 4, per esempio, Mario e Yoshi sono catapultati in A Link to the past e affrontano Agahnim. Pochi giochi vengono esclusi dalla lista (come Superstar Saga), o alcuni sono conservati per capitoli speciali e pubblicati molto più avanti rispetto al loro rilascio (come Super Mario RPG). Tra un capitolo e l'altro (o anche in mezzo al capitolo) sono presenti dei 4 koma, in cui Mario se la sbriga velocemente contro un nemico, ostacolo o elemento dell'arco narrativo, o un gioco come labirinti e trovare le differenze.